# Limnophila circumscripta
Limnophila circumscripta är en tvåvingeart som beskrevs av Alexander 1934. Limnophila circumscripta ingår i släktet Limnophila och familjen småharkrankar. Inga underarter finns listade i Catalogue of Life.